# Tullimonstrum
El monstre de Tully (Tullimonstrum gregarium) és un vertebrat extint relacionat amb les lamprees trobat a Illinois (Estats Units). Tenia el cos tou i va viure en aigües costaneres tropicals poc profundes d'estuaris fangosos durant el període Carbonífer, fa uns 300 milions d'anys. El terme "monstre" es refereix a l'aparença extravagant de la criatura i a l'estrany pla corporal, i no a la seva grandària, ja que els espècimens fòssils són en la seva majoria de menys de 20 cm de longitud.

## Descripció
El monstre Tully tenia possiblement un parell d'aletes similars a les d'una sèpia (encara que la fidelitat de la preservació dels fòssils de cos tou fa que sigui difícil de determinar), i una trompa llarga proveïda de vuit dents petites afilades amb els quals podia explorar activament el fons marí per atrapar petits animals i detritus comestibles en el fons fangós. Una tija que sobresurt de cada costat de la part inferior del cos cap endavant pot haver tingut un ull o un altre òrgan sensorial, però això és especulatiu. Va ser part de la comunitat ecològica representada en un grup inusualment ampli d'organismes de cos tou trobats entre el conjunt de fòssils denominat Mazon Creek, al Comtat de Grundy, Illinois.

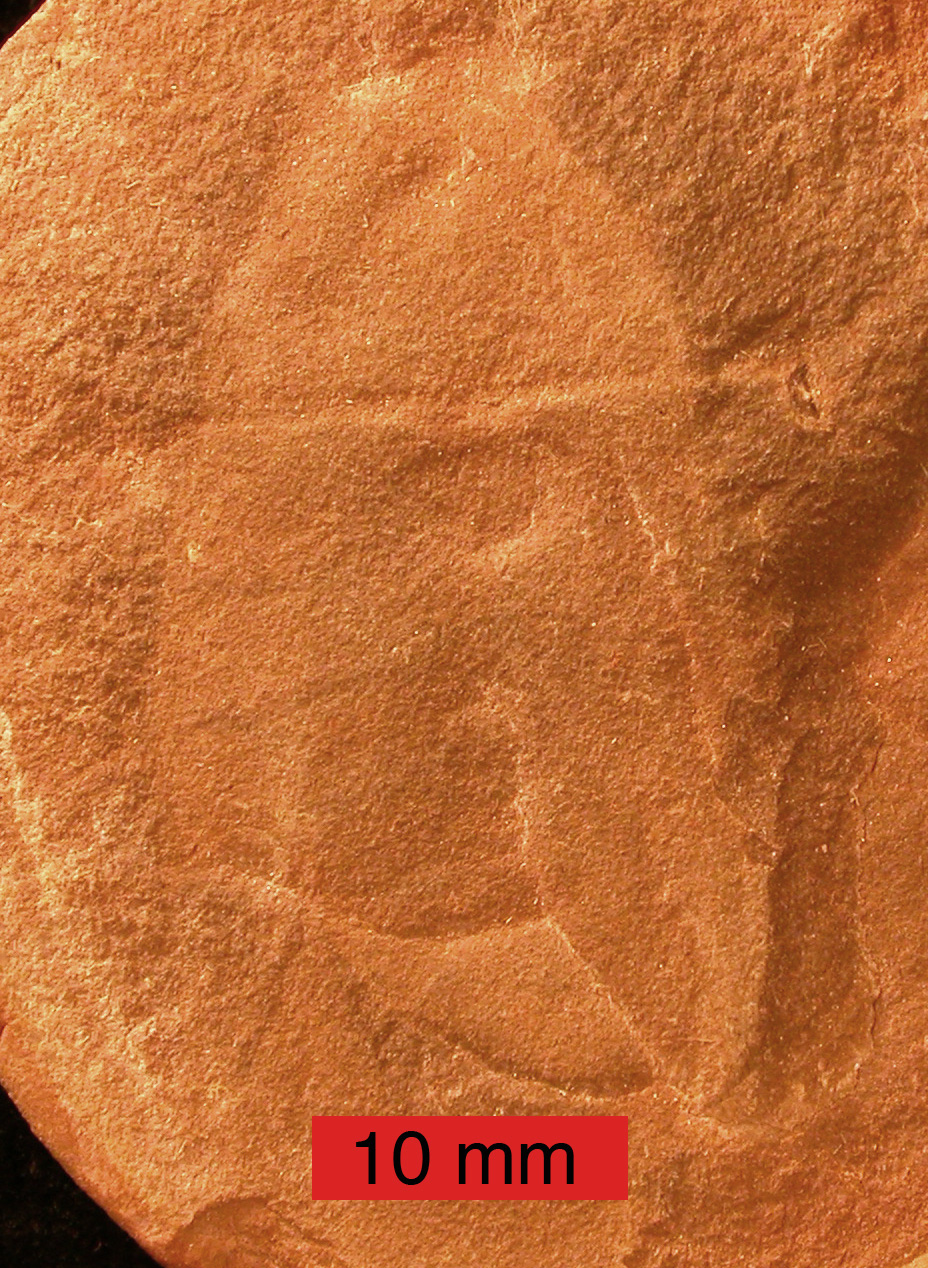
Tullimonstrum gregarium

## Les restes fòssils
La formació fossilífera d'aquest lloc és inusual. Quan les criatures van morir, van ser enterrades ràpidament al terreny llimòs. Els bacteris que van començar a descompondre les restes animals i vegetals en el fang van produir el diòxid de carboni als sediments al voltant de les restes. El diòxid de carboni en combinació amb el ferro de les aigües subterrànies de les restes, va donar lloc a la formació de nòduls de siderita (mineral de ferro), que va crear un motlle dur permanent de l'animal que a poc a poc es va anar deteriorant, deixant una pel·lícula de carboni en el sediment. Tullimonstrum fou trobat en una concreció de Mazon Creek (Carbonífer Superior).
La combinació d'un enterrament ràpid i la ràpida formació de siderita va donar per resultat un excel·lent estat de conservació dels animals i plantes que van acabar en el llot. Com a resultat, els fòssils de Mazon Creek són un dels jaciments més importants del món, quant a conjunts fòssils.

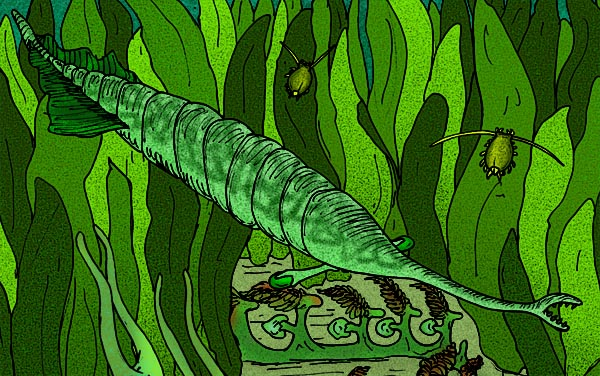
Representació obsoleta de com seria un Tullimonstrum

El col·leccionista Amateur Francis Tully va trobar el primer d'aquests fòssils el 1958. Va portar l'estranya criatura al Museu Field, però els paleontòlegs continuen a dubtar a quin embrancament pertany, investigacions publicades el 2016 l'identifiquen com a vertebrat emparentat amb les llamprees. En 1989 Tullimonstrum va ser designat oficialment el fòssil de l'Estat d'Illinois.